# 대한민국 제4대 민의원 전반기 의장단 선거
제4대 민의원 전반기 의장단 선거는 1958년 6월 7일에 실시되었다.
선거 결과 재선의 이기붕 자유당 의원이 민의원의장에, 4선의 이재학 자유당 의원과 재선의 한희석 자유당 의원이 민의원부의장에 선출되었다.

## 선거 제도
민의원의장 및 민의원부의장 선거에서 당선자는 재적 의원 2/3 이상의 출석과 출석 의원 과반수의 찬성으로 결정하도록 되어있었다. 만약 1차 투표 결과 과반을 득표한 후보가 없을 시 2차 투표를 해야 했으며, 2차 투표에서도 과반을 득표한 후보가 없을 시 상위 득표자 2인에 대하여 결선 투표를 실시해 최다 득표자를 당선자로 하도록 되어 있었다.

## 후보

### 자유당
자유당은 5월 26일 소속 민의원의원 당선자 137명 중 129명이 참석한 가운데 총선 당선자 대회를 열고 이기붕 당 중앙위원회 의장을 민의원의장 후보에 만장일치로 추대하고 이기붕 의장에게 민의원부의장 후보, 상임위원장 후보 등에 대한 인선권을 일괄 위임하기로 하였다. 이에 따라 이기붕 의장은 6월 6일 자유당 의원총회에 참석, 이재학 의원과 한희석 의원을 민의원부의장 후보로 지명하였다.

### 민주당
민주당은 당초 조병옥 의원을 의장 후보, 곽상훈 의원, 박순천 의원 등을 부의장 후보로 내세울 것을 고려하였다. 그러나 민주당은 6월 6일 의원총회를 열고 민의원의장단 및 상임위원장단 선거에 후보를 내지 않고 백지 투표를 하기로 결의하였다. 이 날 의원총회에서는 또한 총선을 부정 선거로 만든 장본인인 이기붕 자유당 의원을 민의원의장으로 선출하는 것을 인정할 수 없어 백지 투표를 하게 되었다는 내용의 성명서를 채택하였다.

## 선거 결과

### 민의원의장 선거
서울특별시 서대문구 을 지역구의 이기붕 자유당 의원이 당선되었다.
| 후보     | 소속     | 득표 | %    | 비고 |
| -------- | -------- | ---- | ---- | ---- |
| 이기붕   | 자유당   | 146  | 63.8 | 당선 |
| 조경규   | 자유당   | 1    | 0.4  |      |
| 곽상훈   | 민주당   | 1    | 0.4  |      |
| 김상도   | 자유당   | 1    | 0.4  |      |
| 기권     | 기권     | 76   | 33.2 |      |
| 무효     | 무효     | 4    | 1.7  |      |
| 총투표수 | 총투표수 | 229  | 100  |      |

### 제1차 민의원부의장 선거
강원도 홍천군 지역구의 이재학 자유당 의원이 당선되었다.
| 후보     | 소속     | 득표 | %    | 비고 |
| -------- | -------- | ---- | ---- | ---- |
| 이재학   | 자유당   | 148  | 63.8 | 당선 |
| 조경규   | 자유당   | 3    | 1.3  |      |
| 김상도   | 자유당   | 2    | 0.9  |      |
| 조병옥   | 민주당   | 1    | 0.4  |      |
| 최규남   | 자유당   | 1    | 0.4  |      |
| 이철승   | 민주당   | 1    | 0.4  |      |
| 기권     | 기권     | 73   | 31.5 |      |
| 무효     | 무효     | 3    | 2.3  |      |
| 총투표수 | 총투표수 | 232  | 100  |      |

### 제2차 민의원부의장 선거
충청남도 천안군 갑 지역구의 한희석 자유당 의원이 당선되었다.
| 후보   | 소속   | 득표 | %    | 비고 |
| ------ | ------ | ---- | ---- | ---- |
| 한희석 | 자유당 | 139  | 60.2 | 당선 |
| 이순희 | 자유당 | 3    | 1.3  |      |
| 조경규 | 자유당 | 2    | 0.9  |      |
| 이익흥 | 자유당 | 2    | 0.9  |      |
| 윤재근 | 무소속 | 1    | 0.4  |      |
| 김상도 | 자유당 | 1    | 0.4  |      |
| 최창섭 | 자유당 | 1    | 0.4  |      |
| 양일동 | 무소속 | 1    | 0.4  |      |
| 이용범 | 자유당 | 1    | 0.4  |      |
| 기권   | 기권   | 80   | 34.6 |      |
| 재적   | 재적   | 231  | 100  |      |